# Günther Lohre
Günther-Gerhard Lohre (* 12. Mai 1953 in Leonberg; † 15. März 2019 ebenda) war ein deutscher Leichtathlet.

## Karriere
Lohre startete für Salamander Kornwestheim. Er war 18-facher Deutscher Meister im Stabhochsprung und Neunter bei den Olympischen Spielen 1976 in Montreal. Bei Europameisterschaften belegte er die Plätze 11 (1978) und 7 (1982). 1976 und 1979 wurde Lohre jeweils Vierter bei den Halleneuropameisterschaften. Die Olympischen Spiele 1980 verpasste er wegen des Boykotts. 
Am 5. September 1978 sprang Lohre mit 5,51 m erstmals deutschen Rekord. Am 17. August 1979 erhöhte er ihn auf 5,60 m, ehe er am 25. Juli 1982 5,65 m übersprang. Jürgen Winkler überbot den Rekord am 29. Juli 1983 mit übersprungenen 5,66 m.
Lohre war von 1979 bis 1983 Aktivensprecher der Leichtathletik-Nationalmannschaft. Seine persönliche Bestleistung beträgt 5,65 m, die er 1982 in München sprang. Er hatte bei einer Größe von 1,91 m ein Wettkampfgewicht von 82 kg.
Nach seiner Karriere im Leistungssport leitete Lohre zusammen mit Ulrich Roth die 1986 gegründete Marketingagentur Roth & Lohre. 1997 verließ er die Firma,  um in die IT-Branche zu wechseln. Ab 2000 war Lohre Marketing-und-Sales-Vorstand beim IT-Logistiker Caatoosee in Leonberg. Seit 2005 war er selbständiger Berater für Business Development.
Von 2009 an war Lohre einige Jahre Vizepräsident Leistungssport im Deutschen Leichtathletik-Verband. Von 2011 bis 2015 war er Leistungssportdirektor beim Landessportverband Baden-Württemberg.
Lohre starb am 15. März 2019 in seiner Heimatstadt Leonberg.

## Deutsche Meisterschaften
- Freiluft
  - Meister: 1975, 1976, 1977, 1978, 1979, 1980, 1982, 1983, 1984
  - Zweiter: 1981

- Halle
  - Meister: 1975, 1976, 1977, 1978, 1979, 1980, 1981, 1982, 1983
  - Dritter: 1974, 1984